# Šanši
Šanši (kitajsko 山西i, prej latinizirano kot Šansi) je celinska provinca Ljudske republike Kitajske in del severnokitajske regije. Glavno in največje mesto province je Taijuan. Naslednji najbolj naseljeni mesti sta Čangdži in Datong. Na ozemlju Šanšija je bila v obdobju pomladi in jeseni država Džin (晋, pinjin Džin). 
Ime Šanši pomeni "[dežela] zahodno od gora", se pravi zahodno od pogorja Tajhang. Šanši je obširna planota, delno omejena z gorskimi verigami. Na vzhodu meji na Hebej, na jugu na Henan, na zahodu na Šaanši in na severu na Notranjo Mongolijo. 
V kulturi Šanšija prevladujejo predvsem večinski Hani, ki predstavljajo več kot 99 % njenega prebivalstva. Nekateri jezikoslovci menijo, da je džinska kitajščina poseben jezik, drugačen od mandarinščine. V Šanšiju se govorita oba jezika.  
Šanši je vodilni proizvajalec premoga na Kitajskem, saj ima približno tretjino vseh znanih zalog premoga na Kitajskem. Bruto domači proizvod na prebivalca je kljub temu pod kitajskim državnim povprečjem. V Taijuanu je  središče za lansiranje satelitov. 
Provinca je znana tudi po tem, da ima daleč največje število zgodovinskih zgradb med vsemi kitajskimi provincami. V njej je več kot 70 % ohranjenih kitajskih zgradb, zgrajenih med dinastijo Song ali pred njo. Pomembne so tudi Junganške jame, stare več kot 1500 let.